# 트로오돈
트로오돈(Troodon)은 백악기 후기 가장 똑똑한 공룡으로 샹파뉴절(약 7천 7백만 년 전)에 살았던 소형 공룡의 한 속이다. 트로오돈 포르모수스(Troodon formosus) 1종이 확실히 존재하며, 그 외에 독립된 종인지 아닌지 아직 불확실한 화석 파편들이 무수히 많다. 매우 널리 분포했던 종으로, 북으로는 미국 알래스카주에서 남으로는 미국 와이오밍주와 텍사스주, 뉴멕시코주에서도 화석이 발견된다. 1855년 화석이 처음 발견되었으며, 북아메리카에서 발견된 최초의 공룡들 중 하나이다. 과거 후두류로 잘못 분류되어 있었다가 마니랍토라에 속하는 수각류로 재분류되었다. 가장 똑똑한 공룡으로 알려져 있으며, 새처럼 깃털이 있고 둥지를 틀며 알을 낳았다. 식성은 잡식성으로 추정되며 알래스카의 거대한 개체들은 적극적 포식자일 가능성이 크다. 최근 학명이 의문명이 되어 트로오돈이라는 학명은 더 이상 유효하지 않는다.